# Врбовник (Трново, Источно Сарајево)
Врбовник је насељено мјесто у општини Трново, Република Српска, БиХ. Према попису становништва из 2013. године, у овом насељу није било становника.

## Становништво
Према попису становништва из 1991. године, мјесто је имало 53 становника.